# East Side Story (hipoteza)
East Side Story – hipoteza z 1994 r. autorstwa paleoantropologa Yvesa Coppensa związana z ewolucją człowieka, zgodnie z którą Ryft Wschodnioafrykański spowodował w miocenie (ok. 8 mln lat temu) wyniesienie we wschodniej Afryce pasma wyżyn i gór, które odcięły ten region od wiejących z zachodu wiatrów, a tym samym spowodowały gwałtowny spadek ilości opadów atmosferycznych. W efekcie tej zmiany porastająca wschodnią Afrykę dżungla przerzedziła się i zamieniła w sawannę, co zmusiło żyjące tam małpy do przystosowania się do bezdrzewnego środowiska. Efektem tego w zachodniej Afryce wyewoluowały szympansy i goryle, natomiast we wschodnioafrykańskich dolinach Wielkich Rowów Afrykańskich Australopithecus.
Już w kolejnym roku w zachodniej Afryce odnaleziono żuchwę A. afarensis, co podało hipotezę w wątpliwość.